# Smelowskia micrantha
Smelowskia micrantha är en korsblommig växtart som först beskrevs av Viktor Petrovitj Botjantsev och Aleksei Ivanovich Vvedensky, och fick sitt nu gällande namn av Al-shehbaz och S.I. Warwick. Smelowskia micrantha ingår i släktet Smelowskia och familjen korsblommiga växter. Inga underarter finns listade i Catalogue of Life.